# Миллер, Джаррелл
Джаррелл Кинг Миллер (англ. Jarrell King Miller; род. 15 июля 1988, Бруклин, Нью-Йорк, США) — американский боксёр-профессионал и кикбоксер, выступающий в тяжёлой весовой категории. Среди профессионалов бывший обязательный претендент на титул регулярного чемпиона мира по версии WBA (2018—2019, 2023), чемпион Северной Америки по версиям WBA-NABA (2016—2017, 2018—2019) и WBO NABO (2016—2017) в тяжёлом весе.
Лучшая позиция по рейтингу BoxRec — 4-я (ноябрь 2018) и являлся 3-м (после Майкла Хантера и Джареда Андерсона) среди американских боксёров в тяжёлой весовой категории.

## Биография
Миллер родился и вырос в Бруклине, Нью-Йорк. В возрасте 14 лет он начал заниматься тайским боксом, чтобы суметь постоять за себя в уличных драках. Любительским боксом он начал заниматься в возрасте 16 лет. В юности кумирами Миллера были такие боксёры как: Майк Тайсон и Риддик Боу.

## Кикбоксинг
Кикбоксингом Миллер начал заниматься в возрасте 15 лет, и уже через три года в 2006 году — в возрасте 18 лет он стал профессиональным кикбоксером. Путешествуя по всей территории Соединенных Штатов Америки и Европы под именем Джаррелл «Король» Миллер он обеспечил себе рекорд 18-0, и считался непобедимым кикбоксером.
Но потом в рамках турниров по кикбоксингу он дважды встречался с известным хорватским бойцом смешанных единоборств (MMA) Мирко Филиповичем («Кро Коп») и в обоих боях проиграл единогласным решением судей — 15 марта 2013 года в 1/4 финала турнира K-1 World Grand Prix 2012 и в попытке реванша 21 июня 2014 года на турнире Glory 17: Los Angeles.
В 2014 году Миллер был временно отстранен на девять месяцев Атлетической комиссией штата Калифорния (CSAC), после того как в образце мочи, которую он сдал как допинг-пробу на турнире Glory 17: Los Angeles, был найден запрещённый стимулирующий препарат метилгексанамин.

## Бокс

### Любительская карьера
В любительском боксе, в 2007 году он вышел в финал местного Нью-Йоркского отборочного турнира «Золотые перчатки», где он по очкам (1:4) проиграл американской звезде бокса Тору Хеймеру. Миллер имел любительский рекорд 10-1, с 7-ю победами нокаутом.
У Миллера была короткая карьера в любительском боксе, так как он уже с 2006 года начал карьеру профессионального кикбоксера. Но он восполнил недостающий опыт, работая в качестве спарринг-партнера у таких чемпионов как Владимир и Виталий Кличко, Тайсон Фьюри и других.

### Профессиональная карьера
18 июля 2009 года Миллер начал карьеру профессионального боксёра, победив техническим нокаутом в 1-м же раунде своего соотечественника Дариуса Уитсона (1-1).
19 января 2013 года встретился с Джойем Давейко. По ходу боя Миллер был оштрафован на 2 очка за толкания. Бой продлился отведенные 4 раунда и закончился ничьей, на картах всех судей был одинаковый счет (37-37).
Миллер неоднократно приезжал в тренировочный лагерь боксёров братьев Кличко, в качестве спарринг-партнёра помогая готовиться к боям Владимиру Кличко. А в октябре 2015 года в интервью Boxingtalk.com заявил, что его целью является бой с лидером супертяжелого дивизиона украинцем Владимиром Кличко: «Когда я впервые спарринговал с Владимиром Кличко, у меня за плечами было всего два профессиональных поединка. А когда мы спарринговали в последний раз, я должен был пробыть в его тренировочном лагере четыре недели, но за две недели я так сильно его избил, что меня отправили домой. Владимир Кличко — чемпион в ринге и за его пределами, и я восхищаюсь его отношением к боксу. Но я хотел бы его нокаутировать».
23 октября 2015 года Миллер встретился в бою с перспективным 27-летним узбекистанским боксёром Ахрором Муралимовым (16-1, 13 КО), которого Миллер победил нокаутом в 3-м раунде.
22 января 2016 года состоялся бой Миллера за титул временного чемпиона Северной Америки по версии WBA-NABA с 28-летним соотечественником Донованом Деннисом (12-2, 10 КО), которого Миллер победил техническим нокаутом в 7-м раунде.
27 мая 2016 года состоялся бой Миллера за титул чемпиона Северной Америки по версии WBO-NABO с 37-летним соотечественником Ником Гивасом (12-3-2, 9 КО), которого Миллер победил техническим нокаутом в 2-м раунде, четырежды отправив Гиваса в нокдаун.

#### Бой с Джеральдом Вашингтоном
29 июля 2017 года встретился с Джеральдом Вашингтоном (18-1-1). Вашингтон очень хорошо начал 1 раунд, много двигаясь и работая джебом, но уже в конце первой трехминутки Миллер стал успешно сокращать дистанцию и доставать своего оппонента ударами в голову и по корпусу. Со 2-го раунда в ринге началось медленное, но методичное избиение Джеральда Вашингтона, которое ему удалось прекратить только в начале шестой трехминутки, когда он провел целую серию хороших, точных ударов в голову Миллера. Впрочем, уже в конце этого раунда Джаррелл Миллер едва не завершил бой досрочно — от нокаута Вашингтона спас гонг. Седьмой и восьмой раунды также прошли при полном доминировании Джаррелла Миллера, и сразу же по окончании восьмой трехминутки секунданты Вашингтона сняли его с боя — отказом от продолжения боя.

#### Бой с Мариушем Вахом
Планировалось что после прошлой победы Миллер выступит в андеркарде большого вечера Деонтей Уальдер - Луис Ортис, но бой был перенесен, поэтому Миллер вышел на ринг 11 ноября 2017 года против экс-претендента на титул чемпиона мира Мариуша Ваха (33-2, 17 КО) в соглавном бою вечера Дэниел Джейкобс -  Луис Ариас. Шоу прошло в Nassau Coliseum (Юниондейл, Нью-Йорк, США) и транслировалось телеканалом НВО.
Вах неплохо провел первый раунд, однако в последующих раундах в ринге доминировал его более молодой оппонент, хотя Мариуш иногда неплохо огрызался. Неторопливое течение боя оживлялось довольно интересными разменами на ближней дистанции. Миллер действовал бесхитростно, налегая на размашистые боковые и стараясь пробить апперкот правой, но так ни разу и не потряс Ваха. Стойкий польский «Викинг» не собирался уступать, пытаясь отвечать на прямолинейные атаки Миллера и наверняка достоял бы до конца поединка, но в шестом раунде поляк сломал правую руку, и врач предлагал остановить бой ещё до начала восьмого раунда. «Я не могу использовать мою правую руку, я не могу использовать мою правую руку», — повторял Вах в своем углу после седьмого раунда. Впрочем, Ваху дали ещё один шанс, но уже в девятом раунде рефери принял решение остановить бой, в котором у поляка уже не оставалось шансов на победу.

#### Бой с Жоаном Дюопа
Снова выступил в андеркарде боя Даниел Джейкобс - Мацей Сулецки. Изначально оппонентом должен был стать Тревор Браян, но в итоге Миллер вышел на ринг с французским ветераном Жоаном Дюопа (37-4, 24). Еще до поединка сопромоутер Эдди Херн объявил, что Миллер один из главных кандидатов на бой с объединенным чемпионом по трем версиям Энтони Джошуа если он не сможет договориться с чемпионом WBC Деонтеем Уальдером. 
Сам бой Миллер - Дюопа разочаровал пройдя всю дистанцию где кроме финальных раундов не было ярких событий. Судейский вердикт: 119 —109, 119 —109 и 117 —111 в пользу Миллера.

#### Бой с Томашем Адамеком
7 октября 2018 года в Чикаго (Иллинойс, США) встретился с польским ветераном, экс-чемпионом мира в двух весах Томашем Адамеком (53-5, 31 КО). На первых секундах боя сразу же бросилась в глаза огромная разница в габаритах. Более молодой (на 11 лет) и тяжелый (на 40 кг.) Миллер сразу пошел вперед и начал поддавливать польского ветерана. Адамек пытался работать по туловищу, оставаться мобильным и встречать Джаррелла набрасывая удары на удобной дистанции. Последний, несмотря на своё вес, был весьма резв на ногах и умело отрезал пространство. В самом начале 2-го раунда американец всё же зацепил поляка коротким апперкот, затем нанес ещё один такой же и Томаш встал на колено.
Подняться поляк сумел, но рефери оценив состояние остановил бой. КО 2.

#### Бой с Богданом Дину
17 ноября 2018 года встретился с № 9 рейтинга WBA, 32-летним непобеждённым румыном Богданом Дину (18-0, 14 KO). В первых двух раундах Дину имел преимущество, он успешно работал с дистанции и использовал джеб. В конце первого раунда румын даже смог потрясти Миллера точным правым через руку. Миллер же работал в своём привычным стиле, оказывая постоянное давление и сделав ставку на удары по корпусу, что вместе с усталостью Дину, вскоре начало приносить свои плоды. В третьем раунде Дину фактически оказался в нокдауне после левого хука в печень, однако рефери посчитал, что удар нанесён ниже пояса и не открыл счёт. Но уже следующий раунд стал последним. Сначала Миллер отправил соперника в нокдаун многоударной комбинацией, а затем сделал это ещё раз. На второй раз Дину уже не сумел подняться до окончания отсчёта, и рефери зафиксировал нокаут.

#### Отменённый чемпионский бой с Энтони Джошуа
В середине февраля 2019 года было официально объявлено о том что 1 июня британец Энтони Джошуа (22-0) проведёт защиту своего титула чемпиона мира по нескольким версиям в бою против американца Джаррелла Миллера в Нью-Йорке, на знаменитой арене Мэдисон Сквер Гарден. Но в середине апреля 2019 года стало известно, что Джаррелл Миллер провалил несколько контрольных допинг-тестов подряд, и ему было отказано в выдаче боксёрской лицензии, из-за чего он перестал быть соперником против чемпиона мира Энтони Джошуа.

#### Сопромоутерское соглашение с компанией Top Rank
23 января 2020 года стало известно, что Джаррелл Миллер и его промоутеры Дмитрий Салита и Грэг Коэн наконец подписали сопромоутерское соглашение с компанией Top Rank, переговоры с которой шли всю осень 2019 года. И теперь Джаррелл Миллер ожидает организацию крупных боёв используя возможности компании Top Rank.
9 июля 2020 года он должен был выйти на бой с соотечественником Джерри Форрестом (26-3) в шоу компании Top Rank, но в конце июня 2020 года стало известно, что Джаррелл Миллер в очередной раз провалил контрольный допинг-тест, за что получит очередной срок дисквалификации.

#### Возвращение в бокс после отстранения
Слухи о возвращении Миллера начали всплывать весной 2022 года, так же известно, что в марте он активно помогал готовиться Тайсону Фьюри к защите пояса против Диллиана Уайта. Изначально планировалось что Миллер выступит 25 июня 2022 года на стриминге Triller. Не исключено, что планы бойца изменились после того, как стало известно о финансовых проблемах серии Triller Fight Club.

#### Бой с Ариэлем Бракамонте
23 июня 2022 года Миллер наконец-то вернулся на ринг в Буэнос - Айресе против местного джорнимэна Ариэля Эстебана Бракамонте (11-7, 6 КО). Его невероятные 155 кг на взвешивании сказались — Миллер не смог удосрочить местного гейткипера. Миллер выглядел медленным, сказывался налёт ржавчины. Андердог записал в свой актив стартовые раунды, но затем американец немного прогрелся — уверенно взял 3-й раунд, но зачем-то ударил ниже пояса в 4-м.
Во второй половине американец уже более-менее напоминал себя прежнего и даже был близок к досрочной победе в 9-м раунде — потряс аргентинца, тот практически перестал отвечать. Бой прошёл всю дистанцию и завершился справедливым решением от судей: трижды 97—92.

#### Бой с Дереком Карденасом
Перед боем пройдя стандартную проверку на допинг, вернул лицензию и возможность отбоксировать в США;
23 июля 2022 года вышел на ринг в Мерфрисборо (США, штат Теннеси) нокаутировав ударом в корпус мексиканского джорнимена Дерека Карденаса (8-10, 7 КО). Бой был остановлен в 4 раунде. Стоит отметить, что на взвешивании перед боем Миллер показал 148,8 кг;

#### Первый отменённый поединок в Казахстане
3 октября в (Алма-Ате, Казахстан) Миллер должен был провести бой против ганца Эбенезера Тете (20-1, 17 КО), и в случае победы и отсутствия травм уже в ноябре планировалась организовать поединок в Австралии против известного австралийского боксера Лукаса Брауна. Но бой отменился. Причина отмены шоу — солидное количество боксёров из России, которые должны были выйти в ринг, но не смогут прибыть в Казахстан вовремя из-за объявленной в РФ мобилизации.

#### Отмененный бой в Танзании
4 ноября в Дар-эс-Саламе (Танзания) планировалось провести бой Джарреда Миллера против местного джорнимэна Авада Тамима (15-5, 10 КО), но бой как и весь вечер отменился.

#### Второй отмененный поединок в Казахстане
16 декабря 2022 года в Астане Миллер должен был выйти на ринг против аргентинца Максимиллиано Алехандро Соузы (11-2, 5 КО), но и этот поединок был отменён.

#### Бой с Лукасом Брауном в ОАЭ
18 марта 2023 года в Дубае (ОАЭ) после череды отмен боев вышел на ринг с Лукасом Брауном (31-3, 27 КО). Об этом поединке говорили ещё в августе прошлого года в Лондоне. Бой состоялся в рамках первого международного турнира промоушина Hardcore Boxing. После осторожного первого раунда оба боксера приступили к обмену медленными, но мощными ударами, практически на думая о защите, и в итоге Миллер оказался крепче и в шестом раунде отправил Брауна в нокдаун, а затем после еще одной успешной атаки рефери остановил поединок, а секунданты Брауна выбросили полотенце.

#### Бой с Даниелем Дюбуа
23 декабря 2023 года в Эр-Рияде (Саудовская Аравия) досрочно проиграл экс-чемпиону WBA Regular британцу Даниэлю Дюбуа в андеркарте супершоу главным событием которого стал поединок между топовыми супертяжеловесами «Энтони Джошуа — Отто Валлин». Миллер выбрал агрессивную тактику работы  первым номером. Обладая большим преимуществом в весе и работая из-за блока он постоянно поддавливал более легкого Дюбуа заставляя его очень много работать на ногах и постоянно бить тратя силы. Миллер старался работать экономно, и большую часть боя выглядел очень опасно, особенно в промежутке 3-6 раунды, но всё же сам не смог выдержать стратегии устав быстрее Дюбуа. В 10-м заключительном раунде полностью исчерпав свои силы Миллер пропустил пару острых атак и чуть не упал завалившись на канаты. Рефери был на чеку, остановил и зафиксировав нокаут за 10 секунд до конца раунда. По итогам боя Дюбуа нанес 208 точных попаданий из 517 выкинутых ударов. Миллер всего лишь 107 из 379. Так же статистика показывает преимущество Дюбуа в джебах 62 на 27 у Миллера и преимущество силовых 146 на 80.

#### Бой с Энди Руисом
Решив свои проблемы с законом, вернув лицензию вышел на ринг 3 августа 2024 года в Лос-Анджелесе (США) против экс-чемпион мира Энди Руиса (35-2, 22 КО) в карде поединка Теренса Кроуфорда и Исраила Мадримова. Проиграв стартовый отрезок боя (3-4 раунда) за счет пассивности и точных ударов смог переломить ход боя. После 4-го раунда навязал Руису удобный для себя ход боя. Джаррелл выбрасывал много ударов, шел вперед тем самым подавив активность Руиса. На протяжении последующих раундов был более активен, выбрасывал больше джебов и силовых. Точность так же была на стороне Миллера. По итогам боя была зафиксирована спорная и неожиданная ничья решением большинства судей: 116—112 Миллер, 114—114 дважды. Миллер не согласился с решением считая что его ограбили. После боя выяснилось, что в 5-м раунде Руис получил перелом руки. Статистика CompuBox показала преимущество Миллера по ударам: он выбросил 514 и 183 донес до цели. Руис выбросил 355 ударов, из которых точными были 113. Работа джебом примерно одинакова - 38 на 30 в пользу Миллера, а по силовым Миллер был впереди -146 на 83. Гонорары боксеров: Руис получил 900 тыс. USD, Миллера 450 тыс. USD.  

## Правонарушения
2 января 2024 года в Голливуде (США) угнал с подельницей пикап Dodge Ram из автосалона перед этим придушив работника салона, потребовал отдать ключи от автомобиля. Затем повалил его на землю и скрылся на пикапе. Бойца быстро поймали благодаря трекеру стоящему в машине. Миллер находится за решеткой. 

## Статистика профессиональных боёв
В таблице перечислены результаты всех поединков боксёров.
В каждой строке указан результат поединка. Дополнительно номер поединка обозначен цветом, который обозначает итог поединка. Расшифровка обозначений и цветов представлена в нижеследующей таблице.
| Пример | Расшифровка                     |
| ------ | ------------------------------- |
|        | Победа                          |
|        | Ничья                           |
|        | Поражение                       |
|        | Планируемый поединок            |
|        | Поединок признан несостоявшимся |
| КО     | Нокаут                          |
| ТКО    | Технический нокаут              |
| PTS    | Решение судей (по очкам)        |
| UD     | Единогласное решение судей      |
| MD     | Решение большинства судей       |
| SD     | Раздельное решение судей        |
| RTD    | Отказ от продолжения боя        |
| DQ     | Дисквалификация                 |
| NC     | Поединок признан несостоявшимся |

| 29 поединков, 26 побед (22 нокаутом), 2 ничьи, 1 поражение. | 29 поединков, 26 побед (22 нокаутом), 2 ничьи, 1 поражение. | 29 поединков, 26 побед (22 нокаутом), 2 ничьи, 1 поражение. | 29 поединков, 26 побед (22 нокаутом), 2 ничьи, 1 поражение. | 29 поединков, 26 побед (22 нокаутом), 2 ничьи, 1 поражение. | 29 поединков, 26 побед (22 нокаутом), 2 ничьи, 1 поражение. | 29 поединков, 26 побед (22 нокаутом), 2 ничьи, 1 поражение.                                              |
| Бой                                                         | Рекорд                                                      | Дата боя                                                    | Соперник                                                    | Место проведения боя                                        | Результат                                                   | Дополнительно                                                                                            |
| ----------------------------------------------------------- | ----------------------------------------------------------- | ----------------------------------------------------------- | ----------------------------------------------------------- | ----------------------------------------------------------- | ----------------------------------------------------------- | --- |
| 28                                                          | 26-1-1                                                      | 23 декабря 2023                                             | Даниель Дюбуа (19-2)                                        | Kingdom Arena, Эр-Рияд, Саудовская Аравия                   | TKO 10 (10), 2:52                                           | |
| 27                                                          | 26-0-1                                                      | 18 марта 2023                                               | Лукас Браун (31-3)                                          | Agenda Arena, Дубай, ОАЭ                                    | TKO 6 (10), 2:33                                            | Браун в нокдауне в 6-м раунде.                                                                           |
| 26                                                          | 25-0-1                                                      | 23 июля 2022                                                | Дерек Карденас (8-9)                                        | Embassy Suites Nashville SE, Мерфрисборо, Теннесси, США     | TKO 4 (10), 1:43                                            | Карденас в нокдауне в 3-м раунде от удара по корпусу.                                                    |
| 25                                                          | 24-0-1                                                      | 23 июня 2022                                                | Ариэль Эстебан Бракамонте (11-7)                            | Casino Buenos Aires, Буэнос-Айрес, Аргентина                | UD 10                                                       | Счёт: 97-92 (трижды).                                                                                    |
| Перерыв в 3,5 года.                                         |                                                             |                                                             |                                                             |                                                             |                                                             | |
| 24                                                          | 23-0-1                                                      | 17 ноября 2018                                              | Богдан Дину (18-0)                                          | Kansas Star Arena, Малвейн, Канзас, США                     | KO 4 (12), 2:45                                             | Завоевал титул временного чемпиона Северной Америки по версии WBA-NABA в тяжёлом весе.                   |
| 23                                                          | 22-0-1                                                      | 6 октября 2018                                              | Томаш Адамек (53-5)                                         | Wintrust Arena, Чикаго, Иллинойс, США                       | KO 2 (12), 0:51                                             | |
| 22                                                          | 21-0-1                                                      | 28 апреля 2018                                              | Жоан Дюопа (37-4)                                           | Барклайс-центр, Бруклин, Нью-Йорк, США                      | UD 12                                                       | Счёт: 117-111, 119-109 (дважды). Завоевал звание обязательного претендента по версии WBA в тяжёлом весе. |
| 21                                                          | 20-0-1                                                      | 11 ноября 2017                                              | Мариуш Вах (33-2)                                           | Нассау Колизеум, Юниондейл, штат Нью-Йорк, США              | TKO 9 (12), 1:02                                            | |
| 20                                                          | 19-0-1                                                      | 29 июля 2017                                                | Джеральд Вашингтон (18-1-1)                                 | Барклайс-центр, Бруклин, Нью-Йорк, США                      | RTD 8 (10), 3:00                                            | |
| 19                                                          | 18-0-1                                                      | 19 августа 2016                                             | Фред Касси (18-5-1)                                         | Рочестер, штат Нью-Йорк, США                                | RTD 3 (10), 3:00                                            | Бой за титул чемпиона Северной Америки по версии WBO-NABO в тяжёлом весе. (1-я защита Миллера).          |
| 18                                                          | 17-0-1                                                      | 27 мая 2016                                                 | Ник Гивас (12-3-2)                                          | Ниагара-Фолс, штат Нью-Йорк, США                            | TKO 2 (10), 1:26                                            | Завоевал вакантный титул чемпиона Северной Америки по версии WBO-NABO в тяжёлом весе.                    |
| 17                                                          | 16-0-1                                                      | 22 января 2016                                              | Донован Деннис (12-2-0)                                     | Тусон, Аризона, США                                         | TKO 7 (10), 2:31                                            | Завоевал титул временного чемпиона Северной Америки по версии WBA-NABA в тяжёлом весе.                   |
| 16                                                          | 15-0-1                                                      | 23 октября 2015                                             | Ахрор Муралимов (16-1-0)                                    | Феникс, Аризона, США                                        | KO 3 (8), 1:03                                              | |
| 15                                                          | 14-0-1                                                      | 26 июня 2015                                                | Экселл Холмс (2-5-1)                                        | Ниагара-Фолс, штат Нью-Йорк, США                            | TKO 1 (6), 2:44                                             | |
| 14                                                          | 13-0-1                                                      | 4 июня 2015                                                 | Дэймон МакКрири (15-4-0)                                    | Бруклин, Нью-Йорк, США                                      | TKO 2 (8), 1:08                                             | |
| 13                                                          | 12-0-1                                                      | 17 апреля 2015                                              | Раймонд Очиенг (26-18-3)                                    | Хинкли, Миннесота, США                                      | TKO 1 (6), 1:40                                             | |
| 12                                                          | 11-0-1                                                      | 9 января 2015                                               | Аарон Кинч (5-3-2)                                          | Санта-Инез, Калифорния, США                                 | UD 6                                                        | Счёт: 60-53, 60-54 (дважды).                                                                             |
| 11                                                          | 10-0-1                                                      | 13 ноября 2014                                              | Родрика Рэй (5-7-1)                                         | Нью-Йорк, штат Нью-Йорк, США                                | UD 6                                                        | Счёт: 60-54, 59-55 (дважды).                                                                             |
| 10                                                          | 9-0-1                                                       | 15 мая 2014                                                 | Джошуа Харрис (9-7-1)                                       | Нью-Йорк, штат Нью-Йорк, США                                | TKO 2 (6), 1:53                                             | |
| 9                                                           | 8-0-1                                                       | 31 января 2014                                              | Джон Хилл (6-4-0)                                           | Честер, Пенсильвания, США                                   | TKO 4 (6), 2:38                                             | |
| 8                                                           | 7-0-1                                                       | 18 декабря 2013                                             | Сильвестр Баррон (8-2-0)                                    | Нью-Йорк, штат Нью-Йорк, США                                | TKO 2 (6), 2:20                                             | |
| 7                                                           | 6-0-1                                                       | 7 ноября 2013                                               | Вилли Чисолм (7-18-0)                                       | Кокизвил, Мэриленд, США                                     | TKO 2 (6), 0:52                                             | |
| 6                                                           | 5-0-1                                                       | 25 сентября 2013                                            | Тобиас Райс (4-8-1)                                         | Квинс, Нью-Йорк, США                                        | RTD 2 (4), 3:00                                             | |
| 5                                                           | 4-0-1                                                       | 19 января 2013                                              | Джой Давейко (7-1-1)                                        | Анкасвилл, Коннектикут, США                                 | PTS 4                                                       | Счёт судей: 37-37 (трижды).                                                                              |
| 4                                                           | 4-0-0                                                       | 19 декабря 2012                                             | Тайрон Гибсон (1-3-0)                                       | Нью-Йорк, штат Нью-Йорк, США                                | TKO 2 (4), 1:25                                             | |
| 3                                                           | 3-0-0                                                       | 21 апреля 2012                                              | Донни Кроуфорд (1-4-1)                                      | Нью-Йорк, штат Нью-Йорк, США                                | TKO 1 (4), 2:38                                             | |
| 2                                                           | 2-0-0                                                       | 19 мая 2011                                                 | Исаак Вильянуэва (0-1-0)                                    | Нью-Йорк, штат Нью-Йорк, США                                | TKO 3 (4), 1:53                                             | |
| 1                                                           | 1-0-0                                                       | 18 июля 2009                                                | Дарий Уитсон (1-1-0)                                        | Нью-Йорк, штат Нью-Йорк, США                                | TKO 1 (4), 3:00                                             | |
| Бой                                                         | Рекорд                                                      | Дата боя                                                    | Соперник                                                    | Место проведения боя                                        | Результат                                                   | Дополнительно                                                                                            |